# Уестърн енд Съдърн Оупън 2014
Уестърн енд Съдърн Оупън 2014 е турнир, провеждащ се от 11 до 17 август 2014 г. Това е 113-ото издание от ATP Тур и 86-ото от WTA Тур. Турнирът е част от сериите Мастърс на ATP Световен Тур 2014 и категория „Висши 5“ на WTA Тур 2014. Надпреварата се провежда близо до Синсинати.
Шампионите от предната година са Рафаел Надал и Виктория Азаренка, но и двамата бяха принудени да се откажат от участие в турнира заради контузии.

## Сингъл мъже
- Роджър Федерер побеждава  Давид Ферер с резултат 6 – 3, 1 – 6, 6 – 2.

## Сингъл жени
- Серина Уилямс побеждава  Ана Иванович с резултат 6 – 4, 6 – 1.

## Двойки мъже
- Боб Брайън /  Майк Брайън побеждават  Вашек Поспишил /  Джак Сок с резултат 6 – 3, 6 – 2.

## Двойки жени
- Ракел Копс-Джоунс /  Абигейл Спиърс побеждават  Тимеа Бабош /  Кристина Младенович с резултат 6 – 1, 2 – 0 (отказване).